# Älskade ängel
Älskade ängel är en sång, skriven av Per Johan Widestrand och inspelad av Lill-Babs. Singeln gavs ut i namnet Lill-Babs med Heman Hunters . Låten användes 1994 som signaturmelodi till TV-serien Bert  i Sveriges Television, där refrängen användes. Melodin kom strax efter inledningen, och Bert sågs alltid dansa vid spegeln då den spelades, medan texten visade avsnittets namn.
2004 låg den på Lill-Babs samlingsalbum 'Lill-Babs i lyxförpackning.
Melodin låg på Svensktoppen i nio veckor under perioden Svensktoppen 10 december 1994 -14 januari 1995 , med andraplats som bästa placering där.
The Playtones framförde låten i Dansbandskampen 2009, då Lill-Babs var kvällens tema i deltävlingens andra omgång. De tog 2010 även med sin version på albumet Rock'n'Roll Dance Party..
Black Jack spelade in sången på albumet Casino 2012.